# Gallenhof (Althütte)
Gallenhof ist ein Weiler in der Gemeinde Althütte im Rems-Murr-Kreis in Baden-Württemberg.
Der Ort mit etwa einem Dutzend Hausnummern an zwei benannten Straßen liegt in der Gemarkung Sechselberg auf dem Nordhang des 572 m ü. NHN hohen Hohensteins, des höchsten Berges im Murrhardter Wald. Durch den Ort führen die Kreisstraße 1800 und die Landesstraße 1119. Er wurde nach 1736 erstmals erwähnt und ging aus einem Einzelhof hervor, der vermutlich von einer Familie Gall bewohnt wurde. Dieser ist wiederum der eingedeutschte Name des Heiligen Gallus.
Durch Gallenhof führt der Georg-Fahrbach-Weg des Schwäbischen Albvereins.